# دبلیو هتلز
دبلیو هتلز (انگلیسی: W Hotels) شرکت مهمان‌نوازی آمریکایی است، که در سال ۱۹۹۸ تأسیس شد.